# Oh, You Ragtime!
Oh, You Ragtime! è un cortometraggio muto del 1912 scritto e diretto da Étienne Arnaud.

## Produzione
Il film fu prodotto dalla Eclair American.

## Distribuzione
Distribuito dalla Motion Picture Distributors and Sales Company, la pellicola - un cortometraggio in una bobina - uscì nelle sale cinematografiche USA il 18 aprile 1912.